# ワット・マハータート (アユタヤ)
ワット・マハータートはタイのアユタヤ県・アユタヤ市にある仏教寺院の廃墟。木の根で覆われた仏頭で知られる。

## 歴史

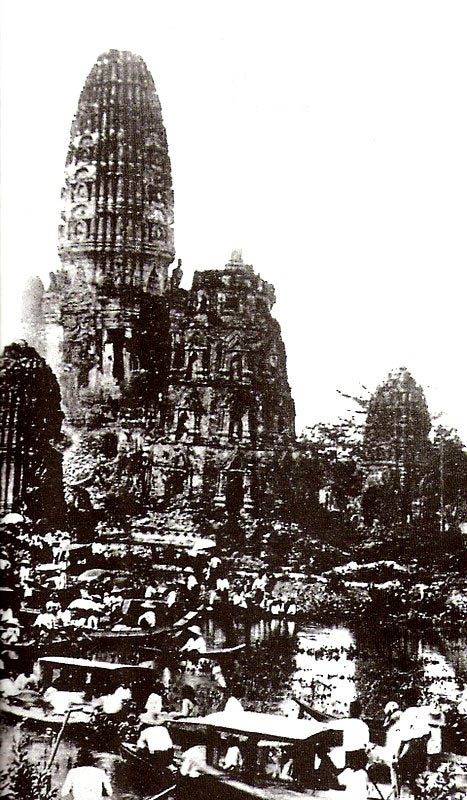
ラーマ5世時代の崩壊前のワット・マハータートの仏塔

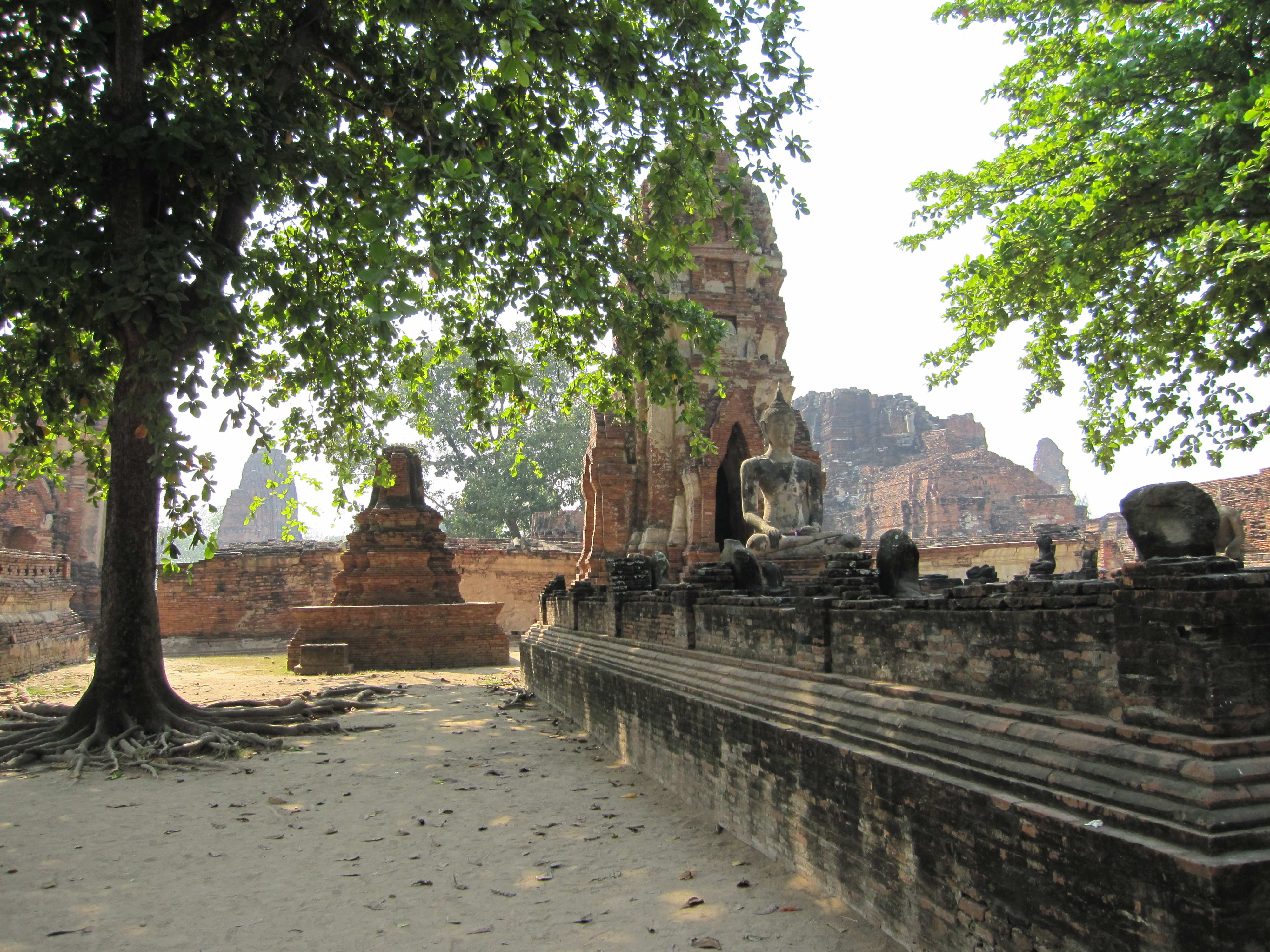
ワット・マハータート内を撮影

オランダ人商人、エレミアス・ファン・フリートの記録に依れば、ラーマーティボーディー1世による建立と伝えられるが、『アユタヤ王朝年代記』は、1374年のパグワ王（ボーロマラーチャー1世）による建立と伝える。この後、寺院が完成したのはラーメースワン王の治世となる。
この後、中央の仏塔はソンタム王の時代に崩れ、プラーサートトーン王によって修復されたが、ラーマ5世（チュラーロンコーン）の時代に再び壊れた。
寺院の建築は、中央にロッブリー様式の大きな仏塔があり、その回りを小さな仏塔が囲み、その回りを回廊が囲んでおり、礼拝堂と仏堂が東西にあったと推測されている。

## 地下室
1956年、文部省芸術局はワット・マハータートの地下室の掘削を開始した。地下室には多くの文物が納められていたが、当時の地元民によると、いくらかは芸術局の発掘前にすでに墓泥棒がおり、ある程度の文物は持ち去られていたといわれる。墓泥棒の形跡は、10メートルぐらい掘ったところで止まっており、岩盤が固く掘りづらかったものと思われる。
芸術局の調査の結果、地下室は地下17メートルまであり、一番下には仏舎利を入れたケースが見つかった。